# Principio de Pascal

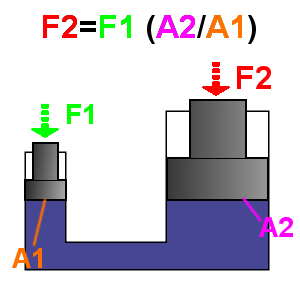
El funcionamiento de la prensa hidráulica ilustra el principio de Pascal.

En física, el principio de Pascal es una ley enunciada por el físico-matemático francés Blaise Pascal (1623-1662) que se resume en la frase: la presión ejercida sobre un fluido incompresible y en equilibrio dentro de un recipiente de paredes indeformables se transmite con igual intensidad en todas las direcciones y en todos los puntos del fluido.
En pocas palabras, se podría resumir afirmando que toda presión ejercida hacia un fluido, se propagará sobre toda la sustancia de manera uniforme. El principio de Pascal puede comprobarse utilizando una esfera hueca, profanada en diferentes lugares y provista de un émbolo. Al llenar la esfera con agua y ejercer presión sobre ella mediante el cual el émbolo, se observa que el agua sale por todos los agujeros con la misma velocidad y, por lo tanto, con la misma presión.  
También podemos observar aplicaciones del principio de Pascal en las  prensas hidráulicas, en los elevadores hidráulicos, en los frenos hidráulicos, en los puentes hidráulicos y en los gatos hidráulicos.

## Prensa hidráulica
La prensa hidráulica es una máquina compleja que permite amplificar  las fuerzas y constituye el fundamento de elevadores, prensas hidráulicas, frenos y muchos otros dispositivos hidráulicos.
La prensa hidráulica constituye la aplicación fundamental del principio de Pascal y también un dispositivo que permite entender mejor su significado. Consiste, en esencia, en dos cilindros de diferente sección comunicados entre sí, y cuyo interior está completamente lleno de un líquido que puede ser agua o aceite. Dos émbolos de secciones diferentes se ajustan, respectivamente, en cada uno de los dos cilindros, de modo que estén en contacto con el líquido. Cuando sobre el émbolo de menor sección A1 se ejerce una fuerza F1 la presión p1 que se origina en el líquido en contacto con él se transmite íntegramente y de forma casi instantánea a todo el resto del líquido. Por el principio de Pascal esta presión será exactamente igual a la presión p2 que ejerce el fluido en la sección A2, es decir: 

{\displaystyle p_{1}=p_{2}\,}

con lo que las fuerzas serán:

{\displaystyle F_{1}=p_{1}A_{1}<p_{1}A_{2}=p_{2}A_{2}=F_{2}\,,}

con A1 < A2. Por tanto, la relación entre la fuerza resultante en el émbolo grande cuando se aplica una fuerza menor en el émbolo pequeño será tanto mayor cuanto mayor sea la relación entre las secciones:

{\displaystyle F_{1}=F_{2}\left({\frac {A_{1}}{A_{2}}}\right)}

## Discusión lineal
En un fluido las tensiones compresivas o presiones en el mismo pueden representarse mediante un tensor de la forma:

(1){\displaystyle \mathbf {T} ={\begin{pmatrix}\sigma _{xx}&\sigma _{xy}&\sigma _{xz}\\\sigma _{yx}&\sigma _{yy}&\sigma _{yz}\\\sigma _{zx}&\sigma _{yz}&\sigma _{zz}\end{pmatrix}}}

Eso significa que fijado un punto {\displaystyle P\,} en el seno del fluido y considerando una dirección paralela al vector unitario {\displaystyle \mathbf {n} } la fuerza por unidad de área ejercida en ese punto según esa dirección o el vector tensión {\displaystyle \mathbf {t} } viene dado por:

(2){\displaystyle \mathbf {t} =\mathbf {T} \mathbf {n} }

El principio de Pascal establece que la tensión en (2) es independiente de la dirección {\displaystyle \mathbf {n} }, lo cual sólo sucede si el tensor tensión es de la forma:

(3){\displaystyle \mathbf {T} \approx {\begin{pmatrix}-p&0&0\\0&-p&0\\0&0&-p\end{pmatrix}}}

donde p es una constante que podemos identificar con la presión. A su vez, esa forma del tensor sólo es posible tenerlo de forma aproximada si el fluido está sometido a presiones mucho mayores que la diferencia de energía potencial entre diferentes partes del mismo. Por lo que el principio de Pascal puede formularse como: «En un fluido en reposo y donde las diferencias de altura son despreciables el tensor de tensiones del fluido toma la forma dada en». (3)
Sin embargo, en realidad debido al peso del fluido hace que el líquido situado en la parte baja de un recipiente tenga una tensión ligeramente mayor que el fluido situado en la parte superior. De hecho, si la única fuerza másica actuante es el peso del fluido, el estado tensional del fluido a una profundidad z el tensor tensión del fluido es:

(4){\displaystyle \mathbf {T} =\mathbf {T} _{sup}+\mathbf {T} _{peso}={\begin{pmatrix}-p-\rho z&0&0\\0&-p-\rho z&0\\0&0&-p-\rho z\end{pmatrix}}}

En vista de lo anterior, se puede afirmar que «fijado un punto de un fluido incompresible en reposo y contenido en un recipiente bajo presión e indeformable, la presión del fluido, es idéntica en todas direcciones, y su tensor tensión viene dado por».(4)

## El barril de Pascal

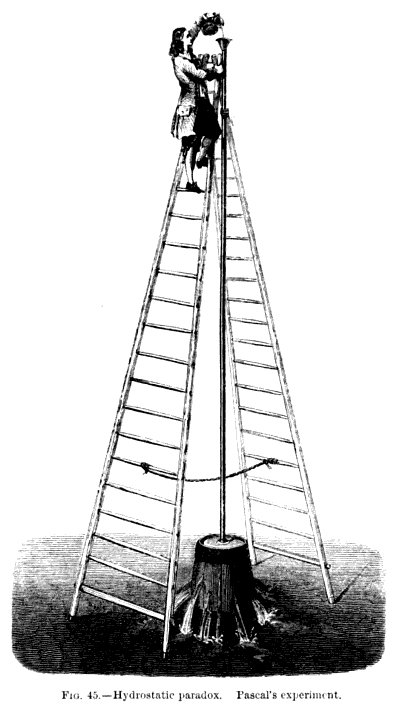
Ilustración del experimento del barril de Pascal de Las fuerzas de la naturaleza de Amédée Guillemin (1872).

El barril de Pascal es el nombre de un experimento de hidrostática supuestamente realizado por Blaise Pascal en 1646.  En el experimento, Pascal supuestamente introdujo un tubo vertical largo en un barril lleno de agua. Al verter agua en el tubo vertical, el aumento de la presión hidrostática hizo que el barril estallara.
El experimento no se menciona en ninguna parte de las obras conservadas de Pascal y es posible que sea apócrifo, atribuido a él por autores franceses del siglo XIX, entre los que el experimento se conoce como crève-tonneau (aprox.: "rompebarriles");  sin embargo, el experimento sigue asociado a Pascal en muchos libros de texto de física elemental.